# Rúbaň
Rúbaň este o comună slovacă, aflată în districtul Nové Zámky din regiunea Nitra. Localitatea se află la altitudinea de 135 m deasupra n.m., se întinde pe o suprafață de 16,11 km2 și în 2017 număra 966 de locuitori.

## Istoric
Localitatea Rúbaň este atestată documentar din 1268.

## Demografie
| An:                | 1994 | 2004    | 2014   | 2024  |
| ------------------ | ---- | ------- | ------ | ----- |
| Număr de persoane: | 1084 | 934     | 1000   | 901   |
| Diferență:         |      | −13,83% | +7,06% | −9,9% |

| An:                | 2023 | 2024   |
| ------------------ | ---- | ------ |
| Număr de persoane: | 898  | 901    |
| Diferență:         |      | +0,33% |